# Факундо Феррейра
Факундо Феррейра (ісп. Facundo Ferreyra, нар. 14 березня 1991, Ломас-де-Самора) — аргентинський футболіст, нападник клубу «Тігре».

## Клубна кар'єра

### «Банфілд»
Народився 14 березня 1991 року в місті Ломас-де-Самора. Факундо є вихованцем «Банфілда». Професійний контракт з клубом підписав 2008 року. Перший матч в чемпіонаті Аргентини провів у сезоні 2008/09, вийшовши на поле 22 листопада 2008 року в зустрічі з «Ураканом». Дебютний м'яч забив 6 грудня в грі з «Аргентинос Хуніорс». Всього в тому сезоні зіграв 6 матчів та відзначився 1 голом. В основному складі команди зміг закріпитися лише в сезоні 2010/11: гравець взяв участь в 18 матчах чемпіонату, відзначившись шістьма забитими м'ячами.
3 січня 2011 року Феррейра погодив з «Банфілд» новий контракт терміном до літа 2014 року. 4 червня 2011 року Факундо забив важливий м'яч у грі з «Бока Хуніорс», який дозволив його клубу добитися нічийного результату 1:1. 3 жовтня 2011 року нападник двічі вразив ворота суперників у грі з «Ньюелз Олд Бойз». 25 жовтня того ж року аргентинець зробив дубль у матчі з «Індепендьєнте», причому його голи були забиті на 54-ій і 58-ій хвилинах.
У травні 2011 року в пресі з'явилася інформація, що інтерес до молодого аргентинському нападаючому виявляють деякі іспанські та італійські клуби. Найбільш активно стежили за футболістом скаути «Ювентуса». У грудні того ж року з'ясувалося, що туринський клуб був готовий підписати гравця в літнє трансферне вікно, однак угода так і не відбулася.

### «Велес Сарсфілд»
Своєю грою привернув увагу представників тренерського штабу «Велес Сарсфілда», до складу якого приєднався влітку 2012 року. Відіграв за команду з Буенос-Айреса наступний сезон своєї ігрової кар'єри. Більшість часу, проведеного у складі «Велес Сарсфілда», був основним гравцем атакувальної ланки команди і одним з головних бомбардирів команди, маючи середню результативність на рівні 0,68 голу за гру першості.

### «Шахтар»
Влітку 2013 року в послугах гравця зацікавився донецький «Шахтар». 9 липня «Шахтар» оформив з Факундо Феррейрою контракт терміном на 5 років. Трансферна вартість нападника склала 9 мільйонів доларів. 5 жовтня 2013 року в матчі 12 туру прем'єр-ліги з київським «Арсеналом» оформив свій перший хет-трик за «Шахтар», а його команда перемогла суперника з рахунком 7:0. 26 жовтня 2013 року в матчі 14 туру Прем'єр-ліги з «Зорею» (Луганськ) зробив дубль, довівши рахунок до 4:0. 
3 серпня 2014 року Факундо Феррейра на правах річної оренди з правом викупу перейшов в клуб англійської Прем'єр-ліги «Ньюкасл Юнайтед».
Після повернення, Факундо не зміг добре заграти за «гірників». Впродовж першої половини сезону 2015/2016 не зміг стати основним гравцем. На зимових зборах він проявив себе дуже добре. У нього з'явився шанс. Основним нападником донецької команди став по ходу сезону 2016/17.

### «Бенфіка»
6 червня 2018 року підписав чотирирічний контракт з португальською «Бенфікою». У лісабонській команді не зміг нав'язати конкуренцію іншим нападникам і за півроку, 31 січня 2019 року, був орендований на півтора сезони іспанським «Еспаньйолом», у складі якого за цей час провів 25 ігор і забив два голи.

## Виступи за збірну
Залучався до складу молодіжної збірної Аргентини, разом з якою 2011 року взяв участь в Чемпіонаті Південної Америки з футболу серед молодіжних команд. На турнірі Феррейра забив 4 м'ячі та поділив друге місце в списку бомбардирів змагання разом з трьома іншими гравцями. Збірна Аргентини зайняла на чемпіонаті третє місце.
Всього на молодіжному рівні зіграв у 12 офіційних матчах, забив 5 голів.

## Статистика виступів
Статистика станом на 31 січня 2019 року

### Статистика клубних виступів
| Сезон               | Клуб                | Чемпіонат           | Чемпіонат | Чемпіонат | Національний кубок | Національний кубок | Національний кубок | Континентальні кубки | Континентальні кубки | Континентальні кубки | Інші змагання | Інші змагання | Інші змагання | Усього | Усього |
| Сезон               | Клуб                | Ліга                | Ігор      | Голів     | Ліга               | Ігор               | Голів              | Ліга                 | Ігор                 | Голів                | Ліга          | Ігор          | Голів         | Ігор   | Голів  |
| ------------------- | ------------------- | ------------------- | --------- | --------- | ------------------ | ------------------ | ------------------ | -------------------- | -------------------- | -------------------- | ------------- | ------------- | ------------- | ------ | ------ |
| 2008-09             | «Банфілд»           | ПД                  | 6         | 1         | —                  | 0                  | 0                  | —                    | 0                    | 0                    | —             | 0             | 0             | 6      | 1      |
| 2009-10             | «Банфілд»           | ПД                  | 0         | 0         | —                  | 0                  | 0                  | —                    | 0                    | 0                    | —             | 0             | 0             | 0      | 0      |
| 2010-11             | «Банфілд»           | ПД                  | 16        | 6         | —                  | 0                  | 0                  | —                    | 0                    | 0                    | —             | 0             | 0             | 16     | 6      |
| 2011-12             | «Банфілд»           | ПД                  | 32        | 7         | —                  | 0                  | 0                  | —                    | 0                    | 0                    | —             | 0             | 0             | 32     | 7      |
| Усього за «Банфілд» | Усього за «Банфілд» | Усього за «Банфілд» | 54        | 15        |                    | 0                  | 0                  |                      | 0                    | 0                    |               |               |               | 54     | 15     |
| 2012-13             | «Велес Сарсфілд»    | ПД                  | 22        | 16        | —                  | 0                  | 0                  | КЛ                   | 3                    | 1                    | —             | 0             | 0             | 25     | 17     |
| 2013–14             | «Шахтар» (Донецьк)  | ПЛ                  | 13        | 6         | КУ                 | 2                  | 0                  | ЛЧ+ЛЄ                | 5+2                  | 0+0                  | -             | -             | -             | 22     | 6      |
| 2014–15             | «Ньюкасл Юнайтед»   | ПЛ                  | 0         | 0         | FLC+FAC            | 0                  | 0                  | -                    | -                    | -                    | -             | -             | -             | 0      | 0      |
| 2015–16             | «Шахтар» (Донецьк)  | ПЛ                  | 11        | 3         | КУ                 | 5                  | 2                  | ЛЧ+ЛЄ                | 1+6                  | 0+2                  | СКУ           | 0             | 0             | 23     | 7      |
| 2016–17             | «Шахтар» (Донецьк)  | ПЛ                  | 20        | 13        | КУ                 | 1                  | 0                  | ЛЧ+ЛЄ                | 0+7                  | 0+3                  | СКУ           | 0             | 0             | 28     | 16     |
| 2017–18             | «Шахтар» (Донецьк)  | ПЛ                  | 30        | 21        | КУ                 | 3                  | 4                  | ЛЧ                   | 8                    | 3                    | СКУ           | 1             | 2             | 42     | 30     |
| Усього за «Шахтар»  | Усього за «Шахтар»  | Усього за «Шахтар»  | 74        | 43        |                    | 11                 | 6                  |                      | 28                   | 8                    |               | 1             | 2             | 114    | 59     |
| 2018–19             | «Бенфіка»           | ПЛ                  | 5         | 1         | КП+КЛ              | 1+0                | 0+0                | ЛЧ+ЛЄ                | 3+0                  | 0+0                  | -             | -             | -             | 9      | 1      |
| 2019–20             | «Еспаньйол»         | ПД                  | 9         | 1         | КІ                 | 0                  | 0                  | ЛЄ                   | 7                    | 7                    | -             | -             | -             | 16     | 8      |
| Усього за кар'єру   | Усього за кар'єру   | Усього за кар'єру   | 167       | 76        |                    | 12                 | 6                  |                      | 41                   | 14                   |               | 1             | 2             | 221    | 100    |

## Досягнення

### Командні
- Чемпіон Аргентини: 2012 (Торнео Інісіаль), 2012/13 (Прімера Дивізіон)
- Бронзовий призер молодіжного чемпіонату Південної Америки: 2011

«Шахтар»
- Чемпіон України: 2013-14, 2016-17
- Володар кубка України: 2015-16, 2016-17
- Володар Суперкубка України: 2013, 2014, 2015

### Індивідуальні
- Найкращий бомбардир Торнео Інісіаль: 2012 (13 м'ячів)